# Pierre Bouguer

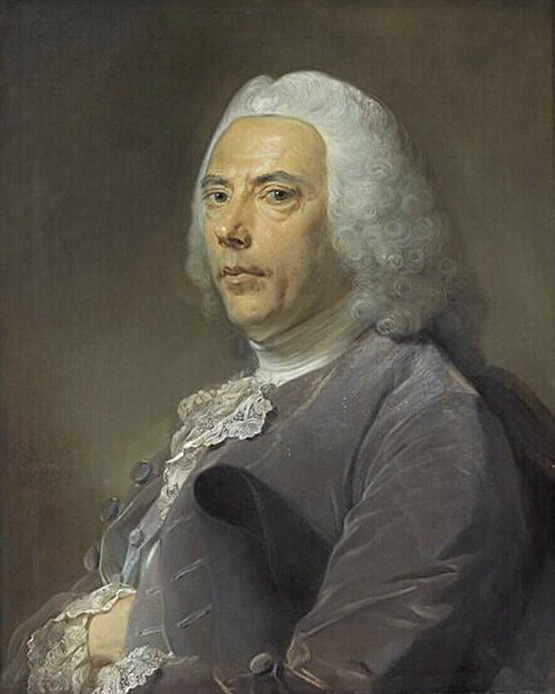
Pierre Bouguer. Jean-Baptiste Perronneau, 1753.

Pierre Bouguer (* 16. Februar 1698 im bretonischen Le Croisic; † 15. August 1758 in Paris) war ein französischer Astronom, Geodät und Physiker. International bekannt wurde er vor allem als Teilnehmer der Peru-Expedition, welche die Pariser Akademie zur genauen Bestimmung der Erdfigur durchführte.
Nach Bouguer wurden – aufgrund seiner Untersuchungen zum Erdschwerefeld – im 19. Jahrhundert die geophysikalisch wichtigen Bouguer-Schwereanomalien benannt. Er war auch Professor für Schifffahrtskunde in Le Havre.

## Leben und wissenschaftliche Arbeit
Bouguer studierte am Jesuitenkolleg in Vannes, der Hauptstadt des bretonischen Departements Morbihan, und später an der Universität Paris. Seine astronomische Forschung befasste sich mit der Fotometrie von Sonne und Mond; für genaue Winkelmessungen in der Astrometrie entwickelte er das Heliometer.
In der Geodäsie und Geophysik ist er vor allem durch die nach ihm benannten Schwereanomalien, durch erstmalige Untersuchungen der Lotabweichung wie auch des Vertikalgradienten und die große Gradmessung langer Meridianbogen in Südamerika bekannt. Letztere fand von 1735 bis 1741 im damaligen Vizekönigreich Neugranada auf Veranlassung der Pariser Akademie (Académie des sciences) statt. Sie hatte mit der 1736 von Pierre-Louis Moreau de Maupertuis, Alexis-Claude Clairaut, Anders Celsius und anderen durchgeführten Expedition ins schwedische Lappland das Ziel, die Frage zu klären, ob der Polradius der Erde größer als der Äquatorradius ist, wie es einige ältere und zeitgenössische Messungen u. a. von Jean-Dominique Cassini ergaben, oder umgekehrt, wie es nach Newtons Theorie zu erwarten wäre; diese Messungen sollten auch bedeutsam für die spätere Definition des Meters sein. Bouguers Kollegen waren Louis Godin (Leiter der Expedition) und Charles Marie de La Condamine. Zwischen den drei Wissenschaftern kam es jedoch zu erheblichen Spannungen, die schließlich zur Aufspaltung des Expeditionstrupps führten. Die Gradmessung entlang eines Profils, das sich von etwas nördlich von Quito bis etwas südlich von Cuenca erstreckte, ergab für die Länge eines Längengrades der Erde am Äquator 56753 Toisen (110,612 km) und einen äquatorialen Radius der Erde von 3281013 Toisen (6394,694 km). Mit den arktischen Messungen von Maupertuis ergab sich die Erdabplattung mit 1:179 (moderner Wert 1:298,25), wurde aber einige Jahre später durch Messungen Cassinis in Frankreich auf 1:305 verbessert.
Bouguer schrieb verschiedene Bücher über seine Forschungen; sein bekanntestes Werk ist La figure de la terre: déterminée par les observations de messieurs Bouguer, & de la Condamine (Paris 1749). Im letzten Teil des Buches, in dem er sich mit Schweremessungen befasst, wendet er bei der Bearbeitung von Daten vom Gipfel des Pichincha, von Quito und von der Küste auch erstmals die beiden Reduktionen an, die heute als Freiluft- und als Bouguer-Reduktion bekannt sind. La Condamine und Bouguer führten längere Zeit einen erbitterten Streit über die Ergebnisse der Expedition, der erst mit dem Tode Bouguers ein Ende fand.
Mit seinem Buch Traité du navire, de sa construction et de ses mouvemens (1746) legte Bouguer neben Euler die Grundlagen für das hydrostatische Grundgesetz, das bereits Archimedes begründet hatte, jedoch wieder verloren ging. Bouguer befasste sich auch mit der Navigation und der Steuerung von Schiffen. So verfasste er 1731 ein Lehrbuch Manière d’observer en mer la déclinaison de la boussole, der die Navigation per Kompass behandelt.
Durch seine Untersuchungen zur Lichtintensität wurde Bouguer zum Begründer der Fotometrie. Er schrieb eine Darstellung dieser Untersuchungen in dem Essai d’optique, sur la gradation de la lumière (Paris 1729) und noch ausführlicher in dem Traité d’optique sur la gradation de la lumière, der erst nach seinem Tode 1760 von Lacaille herausgegeben wurde. Bouguer erfand 1748 auch das Heliometer.
Auf dem Gebiet der Geodäsie verfasste er das Werk Traité de navigation (Paris 1753), das von Lacaille in der zweiten (1769) und von Lalande in der dritten Ausgabe (1792) wesentlich ergänzt wurde. Über die Abweichung des Bleilots im Erdschwerefeld durch die Anziehung der Berge sowie über die Höhe der Schneegrenze stellte er die ersten Beobachtungen überhaupt in der Nähe des Chimborazo an.
1750 wurde er zum Mitglied (Fellow) der Royal Society gewählt. Der Académie des sciences gehörte er seit 1731 an. Der Mondkrater Bouguer, der Marskrater Bouguer und der Asteroid (8190) Bouguer sind nach ihm benannt.